# Ledley King
Ledley Brenton King (sinh ngày 12 tháng 10 năm 1980) là một cựu cầu thủ bóng đá người Anh. Trong suốt sự nghiệp, King chỉ thi đấu cho một câu lạc bộ duy nhất là Tottenham Hotspur tại Premier League và đã chơi 323 trận đấu chính thức cho đội bóng này từ mùa giải năm 1999 đến 2012. Anh hiện tại đang là đại sứ chính thức của đội bóng.
Được đánh giá rất cao với tư cách là một hậu vệ, vào năm 2009 anh được nêu tên bởi The Times với tư cách là cầu thủ vĩ đại thứ 25 của Tottenham Hotspur mọi thời đại. Từ năm 2002 đến 2010, King đã ra sân trong 21 trận đấu quốc tế cho Đội tuyển bóng đá quốc gia Anh, ghi 2 bàn thắng và đại diện quốc gia tham dự UEFA Euro 2004 và FIFA World Cup 2010.
Vào giai đoạn cuối của của sự nghiệp, King bị hành hạ bởi bệnh đau khớp gối mãn tính, căn bệnh mà không có bất kì phương pháp điều trị cũng như thuốc chữa hiệu quả nào. Thay vì tập luyện với cả đội King thường thực hiện các bài tập luyện của chính bản thân, điều đó cho phép anh có thể chơi cho đội 1 trận mỗi tuần. Cựu huấn luyện viên Harry Redknapp đã gọi King là " một gã  thực sự quái dị " vì có thể thi đấu ở cấp độ ngoại hạng Anh mặc dù không thường xuyên tập luyện. Trong khi thì đấu, King được đối thủ và các chuyên gia đánh giá là 1 trong những hậu vệ hay nhất tại Ngoại Hạng Anh.
King tuyên bố giã từ sự nghiệp bóng đá chuyên nghiệp vào 19 tháng 7 năm 2012 chính do căn bệnh đau khớp gối mãn tính ảnh hưởng phần lớn sự nghiệp của anh. Vào tháng 8 2020, King được chỉ định làm trợ lý huấn luyện viên đội một làm việc bên cạnh Jose Mourinho cùng những nhân viên huấn luyện khác tại Tottenham. 

## Thời gian đầu sự nghiệp
King được sinh ra tại Bow, Luân Đôn vào năm 1980. Là 1 cầu thủ trẻ, anh ấy chơi cho Senrab.F.C và đội bóng đại diện quận Tower Hamlets. Anh đã theo học tại Trường công giáo  Blessed John Roche, ngôi trường mà hiện nay đã đóng cửa. King gia nhập Tottenham với tư cách là một cầu thủ trẻ vào tháng 7 năm 1996 và tiến triển thông qua đội trẻ của câu lạc bộ. Trong thời gian là cầu thủ trẻ, anh được nhận định là có những phẩm chất và bản năng tương tự như Bobby Moore.

## Sự nghiệp câu lạc bộ

### 1999-2001
Trận đáu ra mắt của anh diễn ra vào tháng 5/1999 tại Anfield với kết quả là 3-2 nghiên về Liverpool.Khi chính thức thi đấu ở đội 1 dưới sự quản lý của HLV đương nhiệm George Graham thì anh thường được thi đấu tại vị trí tiền vệ. Chính tại màn chình diễn ở tuyến giữa trong trận thắng 2-1 trước Liverpool vào tháng 11/2000 mà anh dành được xuất đá chính thường xuyên trong đội hình của Spurs. Bàn thắng đầu tiên của King đến vào tháng 12/2000 trong trận hòa 3-3 trên sân khách của Bradford City chỉ sau 10 giây. Tạo nên kỉ lục mới về bàn thắng nhanh nhất tại Premier League. Kỉ lục này tồn tại trong vòng hơn 18 năm trước khi bị phá bỏ bởi Shane Long,ghi bàn cho Southampton vào ngày 23/4/2019 chỉ sau 7.69 giây

### 2006-2012
Sau khi gặp chấn thương đầu gối trong lúc tập luyện trước khi mùa giải bắt đầu, King không hề ra sân thi đấu cho đến giữa tháng 9

## Thống kê sự nghiệp

### Câu lạc bộ
| Câu lạc bộ          | Mùa giải            | Giải đấu            | Giải đấu | Giải đấu  | FA Cup  | FA Cup    | League Cup | League Cup | Châu Âu | Châu Âu   | Tổng cộng | Tổng cộng |
| Câu lạc bộ          | Mùa giải            | Giải đấu            | Số trận  | Bàn thắng | Số trận | Bàn thắng | Số trận    | Bàn thắng  | Số trận | Bàn thắng | Số trận   | Bàn thắng |
| ------------------- | ------------------- | ------------------- | -------- | --------- | ------- | --------- | ---------- | ---------- | ------- | --------- | --------- | --------- |
| Tottenham Hotspur   | 1998–99             | Premier League      | 1        | 0         | 0       | 0         | 0          | 0          | —       | —         | 1         | 0         |
| Tottenham Hotspur   | 1999–2000           | Premier League      | 3        | 0         | 0       | 0         | 0          | 0          | 0       | 0         | 3         | 0         |
| Tottenham Hotspur   | 2000–01             | Premier League      | 18       | 1         | 5       | 1         | 0          | 0          | —       | —         | 23        | 2         |
| Tottenham Hotspur   | 2001–02             | Premier League      | 32       | 0         | 3       | 0         | 7          | 1          | —       | —         | 42        | 1         |
| Tottenham Hotspur   | 2002–03             | Premier League      | 25       | 0         | 1       | 0         | 0          | 0          | —       | —         | 26        | 0         |
| Tottenham Hotspur   | 2003–04             | Premier League      | 29       | 1         | 3       | 1         | 3          | 0          | —       | —         | 35        | 2         |
| Tottenham Hotspur   | 2004–05             | Premier League      | 38       | 2         | 5       | 1         | 4          | 0          | —       | —         | 47        | 3         |
| Tottenham Hotspur   | 2005–06             | Premier League      | 26       | 3         | 0       | 0         | 1          | 0          | —       | —         | 27        | 3         |
| Tottenham Hotspur   | 2006–07             | Premier League      | 21       | 0         | 0       | 0         | 0          | 0          | 6       | 0         | 27        | 0         |
| Tottenham Hotspur   | 2007–08             | Premier League      | 4        | 0         | 1       | 0         | 3          | 0          | 2       | 0         | 10        | 0         |
| Tottenham Hotspur   | 2008–09             | Premier League      | 24       | 1         | 0       | 0         | 2          | 0          | 3       | 0         | 29        | 1         |
| Tottenham Hotspur   | 2009–10             | Premier League      | 20       | 2         | 1       | 0         | 0          | 0          | —       | —         | 21        | 2         |
| Tottenham Hotspur   | 2010–11             | Premier League      | 6        | 0         | 0       | 0         | 0          | 0          | 3       | 0         | 9         | 0         |
| Tottenham Hotspur   | 2011–12             | Premier League      | 21       | 0         | 2       | 0         | 0          | 0          | 0       | 0         | 23        | 0         |
| Tổng cộng sự nghiệp | Tổng cộng sự nghiệp | Tổng cộng sự nghiệp | 268      | 10        | 21      | 3         | 20         | 1          | 14      | 0         | 323       | 14        |

1. 1 2 3  Số trận ở UEFA Cup
2. ↑  Số trận ở UEFA Champions League

### Quốc tế
| Đội tuyển quốc gia | Năm       | Số trận | Bàn thắng |
| ------------------ | --------- | ------- | --------- |
| Anh                | 2002      | 1       | 0         |
| Anh                | 2003      | 1       | 0         |
| Anh                | 2004      | 9       | 1         |
| Anh                | 2005      | 4       | 0         |
| Anh                | 2006      | 2       | 0         |
| Anh                | 2007      | 2       | 0         |
| Anh                | 2008      | 0       | 0         |
| Anh                | 2009      | 0       | 0         |
| Anh                | 2010      | 2       | 1         |
| Tổng cộng          | Tổng cộng | 21      | 2         |

Tỷ số và kết quả liệt kê số bàn thắng ghi cho đội tuyển Anh trước, cột tỷ số cho biết tỷ số trận đấu sau mỗi bàn thắng của King.
| Số thứ tự | Ngày             | Sân vận động                         | Đối thủ    | Tỷ số | Kết quả | Giải đấu |
| --------- | ---------------- | ------------------------------------ | ---------- | ----- | ------- | -------- |
| 1         | 18 February 2004 | Estádio Algarve, Algarve, Bồ Đào Nha | Bồ Đào Nha | 1–0   | 1–1     | Giao hữu |
| 2         | 24 May 2010      | Sân vận động Wembley, London, Anh    | México     | 1–0   | 3–1     | Giao hữu |

## Danh hiệu
Tottenham Hotspur
- Football League Cup: 2007–08;[15] á quân: 2001–02,[16] 2008–09[17]